# Cache-corset
Un cache-corset est une pièce de lingerie que les femmes, du milieu du XIXe siècle à la Première Guerre mondiale environ, plaçaient entre leur robe de dessus et leur corset, pour préserver ce dernier du frottement et le faire durer plus longtemps.

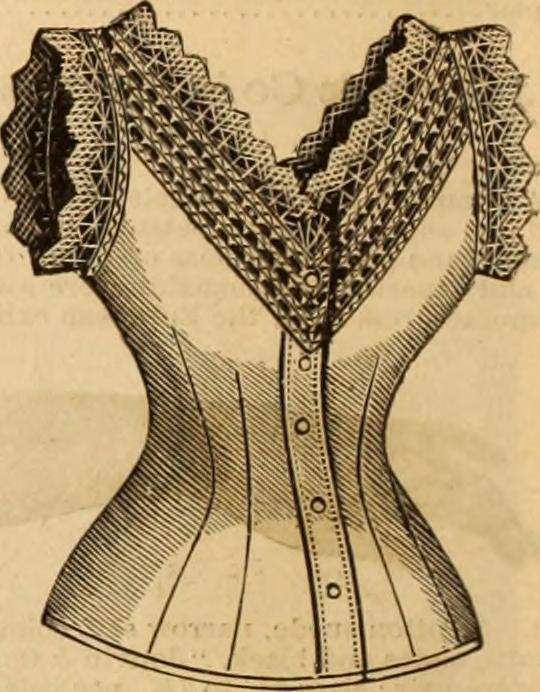
Cache-corset (1890).

Souvent brodé ou décoré de dentelle, en particulier vers 1900, il est généralement fait de coton ou de fine batiste. Jamais baleiné, presque jamais lacé mais doté de petits boutons, il est pourtant parfois pris aujourd'hui pour un corset ou mentionné comme tel dans des magasins d'antiquités, des ventes aux enchères sur internet... alors que les deux vêtements n'ont vraiment pas le même aspect.

## Galerie

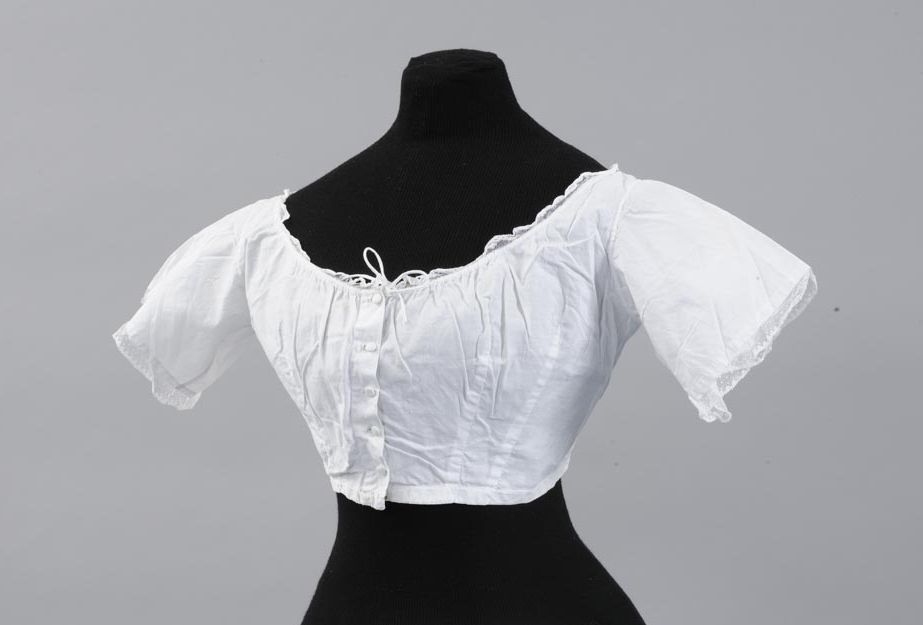
Cache corset pour crinoline en cotonnade blanche. Décolleté forme bateau, petits mancherons soulignés de dentelle à l’aiguille. Boutonnage milieu devant par 5 boutons recouverts et une agrafe.   Vers 1860.